# Акварион
Акварион (яп. 創聖のアクエリオン со:сэй но акуэрион) — аниме-сериал, снятый на студии Satelight. В России лицензирован компанией MC Entertainment.

## Сюжет
12 000 лет назад, до событий сериала, Теневые Ангелы хотели уничтожить человечество. Но однажды Теневой Ангел по имени Аполлоний влюбился в обычную смертную по имени Селиан и она тоже полюбила его. Вместе они объединились против Теневых Ангелов, но погибли от рук Теневого Ангела Томы. Спустя 12 000 лет они встретились в следующих жизнях — юноше по имени Аполло и девушке Сильвии. Вместе они продолжают сражаться против вернувшихся Теневых Ангелов с помощью гигантского робота «Аквариона», который является результатом соединения трёх особых истребителей, а также объединением сердец, тел и душ пилотов.
В 2012 году вышел 2 сезон — «Акварион Эвол», действие которого происходит через 12 000 лет после окончания первого сезона в альтернативном Гонконге.
Со 2 июля по 24 декабря 2015 года выходил третий сериал, «Акварион Логос», сюжетно не связанный с предыдущими сезонами.

## Список персонажей

### Организация «ДИВА»
Аполло — сирота, который считается реинкарнация Аполлония, Теневого Ангела, также известного как Солнцекрылый. Имеет диковатый характер и повадки подобные собачьим, обладает отличным нюхом. Лучше всех управляет «Солнечным Акварионом». Иногда в нём проявляется Аполлоний и Аполло получает его воспоминания и силы.
Сильвия де Алисия — принцесса, реинкарнация Селиан. Имеет вспыльчивый характер, очень привязана к своему брату Сириусу. На её левой руке растут красные перья — знак того, что она потомок Аполлония и Селиан. Обладает способностью воздействовать на предметы силой воли (психокинез).
Сириус де Алисия — брат Сильвии. Имеет спокойный и терпеливый характер, отлично управляется с клинками. Принц, считает себя идеальным во всем. Хорошо относится к своей сестре, и также является наполовину Теневым Ангелом. Считая, что ему нет места в обычном мире, уходит вместе с Томой в «Атландию» и некоторое время сражается против «ДИВЫ». Впоследствии оказывается вторым «Я» Сильвии, так как душа Селиан разделилась надвое и воплотилась в брате и сестре.
Рейка Ко — девушка со спокойным, но очень пессимистичным характером. Причиной пессимизма является её мистическое невезение, которое способно распространяться на находящихся поблизости людей. Реинкарнация Скорпия (только в OVA).
Цугуми Розенмейер — добрая и застенчивая девушка в очках. Обладает способностью в момент крайнего стресса, например испуга, создавать явление, похожее на мощный электромагнитный импульс.
Пьер Виейра — бывший футболист, бабник. Обладает способностью ногами создавать огненные шары, которые посылает во врагов.
Джун Ли — парень в очках. Владеет психическим глазом (способностью видеть замаскированных Теневых Ангелов). Высококвалифицированный компьютерщик, очень умен.
Глен Андерсон — один из элементов. В первой серии сражается против Теневых Ангелов вместе с Сириусом и Рейкой. Из-за ранения находится в коме и не может участвовать в сражениях. Позднее его переводят в другую больницу, откуда его забирает «ДИВА». В 23 серии выясняется, что ему пересадили перья пойманного ребенка Теневых Ангелов.
Рена Рун — вампир. Пророчица. Не может ходить, поэтому все время ездит в инвалидном кресле. Она слепа, поэтому видит все лишь «глазами сердца».
Ген Фудо — командующий. Загадочная личность, направляющая всех на истинный путь.

### Теневые Ангелы
Тома — антагонист Аполло. Теневой Ангел, презирающий всех бескрылых. Носит шлем с отвергнутыми Аполлонием крыльями.
Аполлоний — Теневой Ангел, именуемый Солнцекрылым. Он убивавал бескрылых, пока не встретил Селиан и не полюбил её.
Отоха — любит Тому. Называет его господином. Её крылья растут прямо из рук, с их помощью приманивает людей к пранозверям (играет на крыльях и поет гипнотическую песнь). Необычная внешность (4 разноцветных глаза).
Футаба — последнее дитя Теневых Ангелов, любил играть с пером Аполлония. Его крылья растут на ногах. Бесполезен при сборе праны, поэтому придумывал планы для победы над «ДИВОЙ». В одной из битв был пойман и отдан на опыты, во время которых умер. Именно его перья пересадили Глену.

### Организация «Нео-ДИВА»
Амата Сора — реинкарнация Аполло. Живёт с дедом, работает в старом кинотеатре. Очень любит фильм «Небеса Акварии». До поступления в «Нео-ДИВУ» боялся своей способности к полету. Влюблен в Миконо. Не ладит с Шушу. Сила элемента — полет.
Миконо Судзусиро — реинкарнация Сильвии. Влюблена в Амату. Очень скромная и застенчивая девушка. До поступления в «Нео-ДИВУ» считала, что у неё нет силы элемента. Её элемент имеет силу соединять души, которые однажды были разлучены. Имеет питомца Шушу.
Джессика Вонг — девушка с волосами цвета травы. Страстно влюблена в Амату, но была отвергнута. Очень откровенна в одежде, не любит ложь и лесть, в конце 2 сезона была захвачена Теневым Ангелом Микагэ, но освободилась от его влияния и приняла участие в последнем сражении. Сила элемента — пространственное искривление.
Анди У. Хол — любит дыры, верный друг Аматы, состоит в «Братстве копателей», которое сам же и организовал. Вечно копает ямы, пытаясь подсматривать за девушками. Влюблен в Микс. Неравнодушен к «милашкам». Сила элемента — создание отверстий.
МИКС — староста девушек. Не любит парней, в них она видит отца. Против нарушения школьных правил, считает, что союз с мальчиками неправилен. Любит всем помогать, но в себе разобраться не может. Влюблена в Анди. Сила элемента — пространственное увеличение (заполнение дыр).
Сазанка Бьянка — очень впечатлительная девушка, любит Кайена и Шрейда. Любит фотографии. На любых заданиях она успевает наделать разных фотографий, чтобы потом их продать. Сила элемента — гниение (коррозия).
Кайен Судзусиро — брат Миконо. Всегда считает её маленькой и неразумной сестрой. Но готов ввязаться за неё в драку. Отлично владеет рукопашным боем и холодным оружием. Сила элемента — пророчество отчаяния.
Шрейд Элан — голубоглазый блондин, носит очки. Спокоен в любой ситуации, но имеет слабое тело, которое не может выдержать соединение в «Акварион». Мечтает написать великую песню, что ему удаётся, но завершив её, он умирает. Сила элемента — воздействие на чувства людей через звук музыкальных инструментов.
Маллой Дирецца — южанин. Очень любит общаться с девушками. Сила элемента — проклятье Маллоя (разрушение структуры вещей).
Юноха Сурур — стеснительная девочка. Всегда носит с собой игрушку зеленой кошки, даже во время битвы она с ней. Любит ходить невидимой. Любит Дзина. Сила элемента — оптическая рентгеноскопия (невидимость).
Донар Дантес — профессор по рукопашному бою. Холоден, расчетлив, дорожит всеми учащимися академии. 9 лет назад потерял обе руки из-за того, что «Акварион» «сошёл с ума», когда пилотировал его со своей возлюбленной. Сила элемента — электрический ток.
Крея Долосера — на первый взгляд десятилетняя девочка, однако ей намного больше лет. Очень сильно дорожила Шрейдом. В последней битве пилот одного из векторов. Сила элемента — телепортация.
Планета «Алтея»
Кагура Демури — осколок души Аматы, созданный Микагэ. Имеет дикий характер и звериные повадки. В отличие от Аматы знает, что он — реинкарнация Солнцекрылого. Влюблен в Миконо, но в конце уступает её Амате, понимая, что не он предназначен ей. Сила элемента — риверс (обращение вспять физических процессов).
Дзин Мусо — друг Кагуры. Хорошо разбирается в технике. В начале противостоял «Нео-ДИВЕ», но после перешёл на их сторону. Погиб в битве с Кагурой. Влюблен в Юноху. Сила элемента — ограждение.
Микагэ Товано — Теневой Ангел, скрывающийся на Алтее. Перевоплощение Томы. Воспитывал Кагуру, обращаясь с ним, как с животным. Его цель — возродить Солнцекрылого и создать «Новый мир», объединив планеты «Вегу» и «Алтею», которые изначально были единым целым.

### Организация «DEAVA» (Division of EArth Verbalism Ability)
Акира Кайбуки — семнадцатилетний молодой человек, называющий себя спасителем. Имеет прекрасную вербальную способность, благодаря которой практически неуязвим. Акира сильно выделяется среди своих сверстников, поэтому до поступления в «ДИВУ» у него не было друзей. О настоящей семье Акиры ничего не известно. Он некоторое время прибывал в детдоме, откуда его забрали Коноскэ и Сидзука (на тот момент ему было 10 лет). Свою фамилию Акира унаследовал от них. Также приемный отец передал ему искусство каллиграфа — это очень помогло Акире в борьбе против «M.J.B.K.» Он пилотирует вектор «01» и является ведущим в «Акварионах» «Ку» и «Ангеле», позже у Акиры появляется новый вектор — «Разрушитель легенд», после этого Кайбуки становится ведущим в «Акварионе Сане» и «Акварионе ДИВЕ».

### Организация «Неста»
Майя Цукиганэ — Марионетка, созданная по приказу Согона из тела Несты. Отлично владеет каратэ и может за раз победить нескольких противников. Майя выделяется на фоне остальных членов клуба  «Вербализма» своей неосведомленностью в элементарных вещах, что часто приводит к возникновению комичных ситуаций. Майю не заботит её прошлое, так как она была создана как марионетка, но не как человек. Родившись из мира «Логоса», она выглядела как десятилетний ребенок, однако и по умственным, и по физическим способностям превосходила своих сверстников. На момент действия сериала со времени её появления прошло семь лет. Майя пилотирует вектор «02» и является ведущей в «Акварионе Зае». Души не имеет.

## Музыкальное сопровождение
Открывающие темы:
1. AKINO – Sousei no Aquarion
2. AKINO – Go Tight!
3. AKINO with bless4 – Kimi no Shinwa ~Aquarion Dai Ni Shou
4. AKINO with bless4 – Paradoxical ZOO
5. May'n – Yamaidare darlin’
6. May'n - Yoake no Logos

Закрывающие темы:
1. Kanno Youko, Hogari Hisaaki – Seikan Renrakusen
2. Makino Yui – Omna Magni
3. AKINO – Kouya no Heath
4. Hiromi Satou – Rena no tanpopo
5. Gabriela Robin – Celiane
6. AKINO from bless4 – Suashi
7. AKINO & AIKI from bless4 – Gekkou Symphonia
8. Yui Ogura – Yunoha no Mori
9. The Member of LSOT – Aquaria Mau Sora
10. Haruka Chisuga – Je Je t’aime Communication
11. May'n – Hontou no Koe Wo Anata ni Azuke Taku Te